# 北郭刁勃子
北郭刁勃子（?—?），战国时期田齐官员。
邹忌推举田居子守卫西河，使得秦国、梁国势弱，推举田解子守卫南城，楚国人持罗绮而朝，推举黔涿子守卫冥州，燕国人给牲，赵国人给盛，推举田種首子守卫即墨，推举北郭刁勃子为大士，九族更加亲和，百姓更加富足。他对齐威王说自己推举这几个好人，齐王可以安枕而卧，怎能忧患国家之贫呢。